# Black Veil Brides
Black Veil Brides (BVB) je americká rocková, rock´n rollová skupina, založená v roce 2006 v Los Angeles ve státě Kalifornie.
V září 2009 Black Veil Brides podepsali smlouvu s StandBy Records. Psaní nových písní a příprava turné začalo okamžitě. V prosinci 2009 kapela uskutečnila své první turné po USA s názvem "On Leather Wings". BVB vydali 20. července 2010 své debutové album We Stich These Wounds, kterého se v prvním týdnu prodalo skoro 11 tisíc kopií.
14. června 2011 kapela vydala druhé řadové album s názvem Set The World On Fire obsahujícím singly „Fallen Angels“ a „The Legacy“.
V lednu roku 2013 bylo vydáno album s názvem Wretched and Divine: The Story of the Wild Ones. Ještě tentýž rok byl uveden film k tomuto CD s názvem Legion of the black.
V roce 2014 vydali eponymní nahrávku Black Veil Brides fourth. Hity tohoto CD jsou Heart of fire, Faithless nebo Goodbye agony. S tímto CD vyhráli ocenění "Album roku".
Jejich vůbec první live DVD spatřilo světlo světa v polovině roku 2015 a dosáhlo na první příčky hitparád.
21. prosince 2016 vydali singl "The Outsider" z nově připravovaného alba. 29. září 2017 vyšel nový singl „My Vow“ a plné informace k připravovanému albu s názvem Vale (Sbohem). Album vyšlo 12. ledna 2018.

## Videoklipy
- Knives And Pens (2009)
- Perfect Weapon (2010)
- Fallen Angels (2011)
- The Legacy (2011)
- Rebel Love Song (2011)
- Saviour (2011)
- Rebel Yell (2012)
- Coffin (2012)
- In the End (2012)
- Lost It All (2013)
- Carolyn (2013)
- Days Are Numbered (2013)
- I Am Bulletproof (2013)
- Heart of Fire (2014)
- Goodbye Agony (2014)
- We Stitch These Wounds (2014)
- Beautiful Remains (2014)
- Children Serrender (2014)
- The Mortician's Daughter (2014)
- All You Hate (2014)
- Heaven's Calling (2014)
- Never Give In (2014)
- Sweet Blasphemy (2014)
- The Outsider (2017)
- My Vow (2017)
- Wake Up (2018)
- The last one (2018)
- Dead Man Walking (2018)
- Our Destiny (2018)
- Ballad Of The Lonely Hearts (2018)
- Throw The First Stone (2018)
- Vale (2018)
- Faithless (2018)
- Devil In The Mirror (2018)
- World Of Sacrifice (2019)
- Last Rites (2018)
- Stolen Omen (2018)
- Walk Away (2018)
- Drag Me To The Grave (2018)
- The Shattered God (2018)
- Crown Of Thorns (2018)
- New Years Day (2018)
- Wretched And Divine (2018)
- We Dont Belong (2018)
- Devil's Choir (2018)
- Unholy (2018)
- Resurrect The Sun (2018)
- Shadow Die (2018)
- Done For You (2018)
- Nobody's Hero (2018)
- The King Of Pain (2018)
- New Religion (2018)
- Set The World On Fire (2018)
- Love Isn't Always Fair (2018)
- God Bless You (2018)
- Die For You (2018)
- Ritual (2018)
- Youth / Whisky (2018)
- When They Call My Name (2018)
- Saints of the Blood (2019)
- The Vengeance (2019)
- Scarlet Cross (2020)
- Fields Of Bone (2021)
- Torch (2021)
- Crimson Skies (2021)
- Born Again (2022)

## Členové

### Současní členové
- Andrew Dennis Biersack (Andy), (2006–současnost) – zpěvák
- Jeremy Miles Ferguson (Jinxx) (2009–současnost) – kytara a housle
- Jacob Mark Pitts (Jake) (2008–současnost) – hlavní kytara
- Christian Robert Mora/Coma (CC) (2010–současnost) – bicí
- Lonny Eagleton (Lonny) (2019–současnost) – baskytara

### Bývalí členové
- Johnny Herold (2006–2008) – hlavní kytara
- Nate Shipp (2006–2008) – kytara a doprovodný zpěv
- Phil "Catalyst" Cenedella (2006–2008) – baskytara a doprovodný zpěv
- Chris "Craven" Riesenberg (2006–2008) – bicí
- Chris “Hollywood” Bluser (2008–2009) – hlavní kytara
- Sandra Alvarenga (2008–2010) – bicí
- David "Pan" Burton (2009–2010) – kytara
- Ashley Purdy (2009–2019) – baskytara a doprovodný zpěv

## Diskografie

### Studiová alba
- We Stitch These Wounds (2010)
- Set the World on Fire (2011)
- Wretched and Divine: The Story of the Wild Ones (2013)
- Black Veil Brides (2014)
- Vale (2018)
- Re-Stitch These Wounds (2020)
- The Phantom Tomorrow (2021)

### EP
- Sex and Hollywood (2007)
- Never Give In (2008)
- Rebels (2011)
- The Night (2019)

## Filmografie
Legion of the black (2013) – režie: Patrick Fogarty
American Satan (2018) – režie: Ash Avildsen